# 242-й отдельный лыжный батальон
242-й отдельный лыжный батальон — воинская часть вооружённых сил СССР в Великой Отечественной войне.

## История
Батальон формировался в посёлке Шершни (тогда близ Челябинска) с декабря 1941 года.
В действующей армии с 17 февраля 1942 по 5 мая 1942 года.
В январе 1942 года направлен на фронт, в марте 1942 года поступил в распоряжение 54-й армии и начал бои в районе Погостья, по май 1942 года вёл бои в «погостьинском мешке», в основном взаимодействуя со 198-й стрелковой дивизией 5 мая 1942 года выведен из боёв в резерв, где в течение мая 1942 года был расформирован.

## Подчинение
| Дата            | Фронт (округ)       | Армия      | Корпус                            | Примечания |
| --------------- | ------------------- | ---------- | --------------------------------- | ---------- |
| 01.03.1942 года | Ленинградский фронт | -          | -                                 | -          |
| 01.04.1942 года | Ленинградский фронт | 54-я армия | -                                 | -          |
| 01.05.1942 года | Ленинградский фронт | 54-я армия | 4-й гвардейский стрелковый корпус | -          |